# 薩克森-勞恩堡的卡塔里娜
薩克森-勞恩堡的卡塔里娜（德語：Katharina von Sachsen-Lauenburg，1513年9月24日—1535年9月23日），瑞典王后，薩克森-勞恩堡公爵馬格努斯一世的女兒。

## 家庭
1531年，卡塔里娜與瑞典國王古斯塔夫一世結婚，兩人的獨子埃里克十四世於1533年出生。